# Jammer
 (février 2019).
Si vous disposez d'ouvrages ou d'articles de référence ou si vous connaissez des sites web de qualité traitant du thème abordé ici, merci de compléter l'article en donnant les références utiles à sa vérifiabilité et en les liant à la section « Notes et références ».

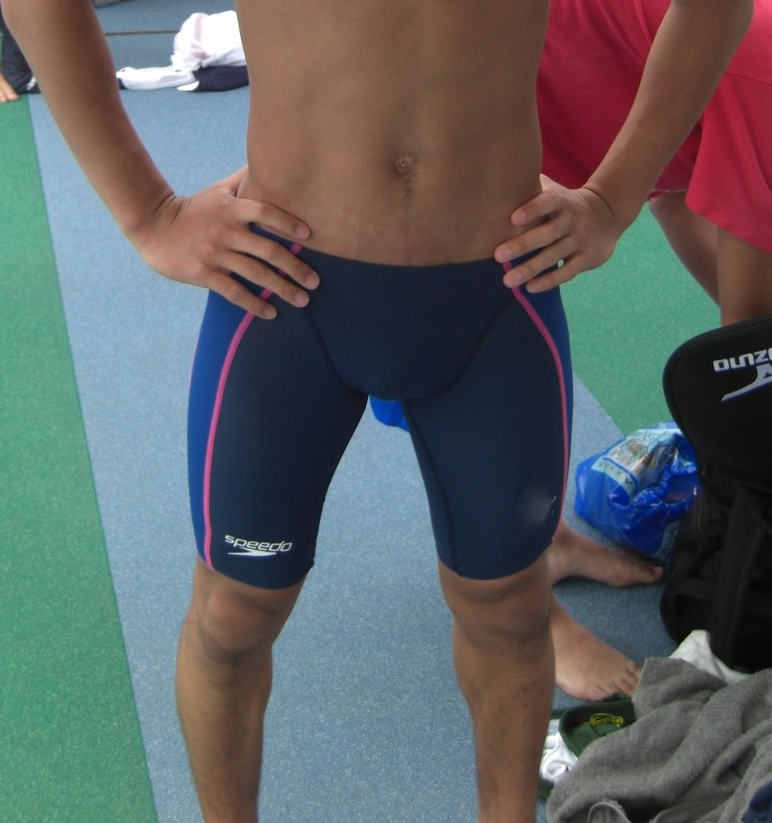
Homme en jammer

Le jammer est un maillot de bain exclusivement masculin caractérisé par une couvrance jusqu'au genou ou légèrement au-dessus de ce dernier. Contrairement au short de bain, dont la longueur est comparable, le jammer est un maillot de bain moulant, voire plus moulant que les boxers de bain. Il est donc autorisé en piscine.
Initialement prévu pour les compétiteurs sportifs professionnels ou amateurs, à l'instar de la combinaison, il s'est démocratisé aux yeux du grand public depuis les années 2010 car apprécié pour son maintien et sa couvrance, corrélée à un phénomène conduisant la mode masculine à opter pour des tenues plus couvrantes. Il reste néanmoins moins courant que le boxer de bain.
Le boxer de bain long est un compromis entre le boxer de bain traditionnel et le jammer, ce premier arrivant à mi-cuisse. Le jammer possède cependant des avantages : il est moulant, ce qui permet un meilleur hydrodynamisme.  
Il ne doit pas être confondu avec le cuissard du cycliste, lequel n'est pas aussi lisse. 